# Distretto di Killa Abdullah
Il distretto di Killa Abdullah (anche Qilla Abdullah o Abdullah Qilla) è un distretto del Belucistan, in Pakistan, che ha come capoluogo Gulistan. Venne creato da parte del distretto di Pishin nel 1993.
Nel 1998 possedeva una popolazione di 370.269 abitanti.